# 東多良木駅
東多良木駅（ひがしたらぎえき）は、熊本県球磨郡多良木町大字多良木にあるくま川鉄道湯前線の駅。駅番号は12。

## 歴史
- 1963年（昭和38年）4月5日：日本国有鉄道の駅として開業[1]。旅客のみを取り扱う駅員無配置駅[2]。
- 1987年（昭和62年）4月1日：国鉄分割民営化に伴い九州旅客鉄道（JR九州）の駅となる[1]。
- 1989年（平成元年）10月1日：第3セクター転換により、くま川鉄道の駅となる[1]。
- 2014年（平成26年）12月19日：待合所及びプラットホームが登録有形文化財に登録される[3]。

## 駅構造
単式1面1線で6両が停車できるホームを持つ地上駅。くま川鉄道のほかの駅と比べて奥行きがあるが、駅舎やトイレは設置されていない。

## 利用状況
1日の平均乗降人員は以下の通りである。
| 1日乗降人員推移 | 1日乗降人員推移 |
| 年度            | 1日平均人数     |
| --------------- | --------------- |
| 2011年          | 63              |
| 2012年          | 70              |
| 2013年          | 73              |
| 2014年          | 75              |
| 2015年          | 67              |
| 2016年          | 67              |
| 2017年          | 68              |
| 2018年          | 69              |

## 駅周辺

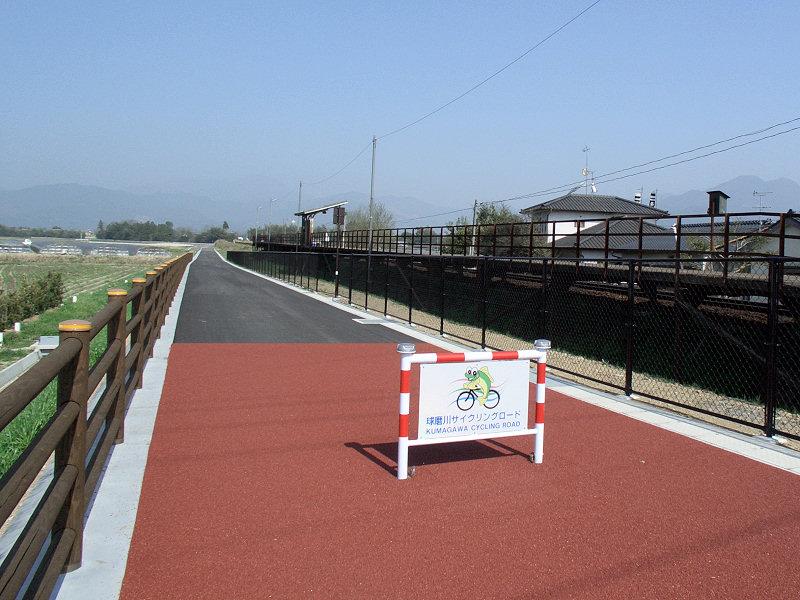
球磨川サイクリングロード（駅裏側を通る）

多良木町の中心市街地に近く、商店やアパートもある。球磨川の対岸にも集落が点在している。また、産交バスの慈願寺（じがんじ）バス停が国道219号沿い（駅から約300メートル）にある。
- 球磨川サイクリングロード
- 球磨川
- 熊本県道33号人吉水上線
- 青蓮寺
- 多良木町立黒肥地小学校
- 津留川
- おおがスイミングスクール多良木校
- 仁原川
- 国道219号
- エーコープたらぎ
- 百太郎溝 - 鎌倉時代に作られた農業用水路。
- 慈願寺
- 正念寺

## 隣の駅
くま川鉄道
■湯前線
多良木駅（11） - 東多良木駅（12） - 新鶴羽駅（13）